# Fritzi Ulreich

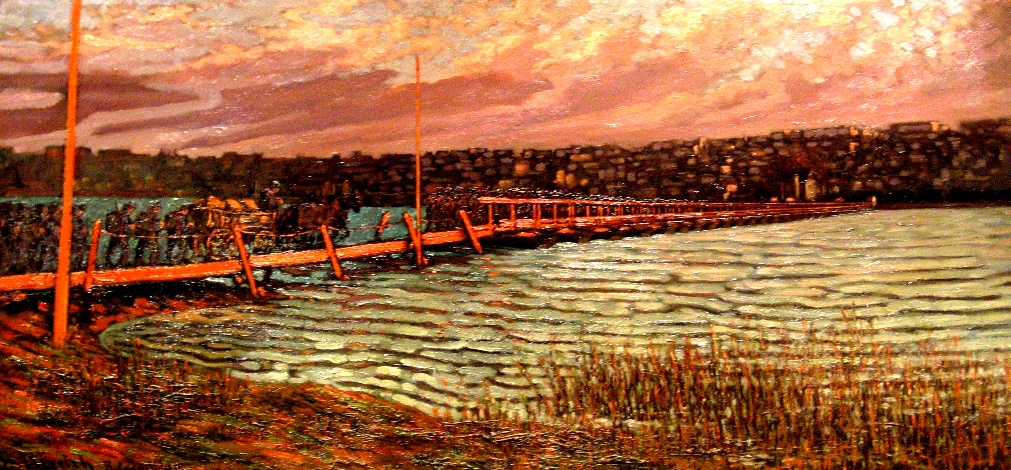
Die Kriegsbrücke bei Belgrad, 1915

Fritzi Ulreich (seltener Friederike Ulreich, * 19. November 1865 in Klosterneuburg; † 10. April
1936 ebenda) war eine österreichische Landschafts-, Genre- und Kriegsmalerin.

## Leben und Werk
Biografische Daten über eine der wenigen Kriegsmalerinnen der Österreichisch-Ungarischen Armee im Ersten Weltkrieg ist bis dato wenig bekannt. Fritzi Ulreich war Tochter eines k.u.k. Offiziers und hatte eine schwere körperliche Behinderung zu überwinden. Als eine von nur sechs weiblichen Kriegsmalern wurde sie 1914 in die Kunstgruppe des k.u.k. Kriegspressequartiers aufgenommen, in dessen Diensten sie bis 1918 blieb. Noch im ersten Kriegsjahr 1914 ging sie an die Südostfront (Balkanfront) nach Belgrad und malte dort die zerstörten oder verfallenen Festungsanlagen und auch immer wieder Soldatengräber. Den Lohn, welche sie für diese Werke erhielt, spendete sie an den k.u.k. Invalidenfond. Einige dieser Gemälde wurden aber auch dem damaligen k.k. Heeresmuseum (heute: Heeresgeschichtliches Museum) zugewiesen, in dessen Gemäldesammlung sich die Bilder noch heute befinden.
Für die Zeit kurz vor und nach dem Ersten Weltkrieg ist gesichert, dass Fritzi Ulreich in Wien tätig war und am Burgring Nr. 5 wohnte. Auf der 279. Kunstauktion des Wiener Dorotheums am 16. und 23. November 1917 wurde das Ölgemälde Verlassen; auf der 283. Kunstauktion am 21. März 1918 das mit 1912 signierte und datierte Gemälde Das Hofkonzert angeboten. Auf der Kunstauktion bei Albert Kende in Wien wurde am 9. November 1935 das mit 1910 signierte und datierte Gemälde Tivoli bei Rom versteigert.

## Werke (Auszug)
- Die Kriegsbrücke bei Belgrad, 1915, Öl auf Leinwand, ca. 50 × 100 cm, Heeresgeschichtliches Museum, Wien
- Versenkter Dampfer Fertö, 1914/18, Öl auf Leinwand, ca. 40 × 80 cm, Heeresgeschichtliches Museum, Wien[4]